# ناریتا تاکاکی
ناریتا تاکاکی (انگلیسی: Narita Takaki؛ زادهٔ ۵ آوریل ۱۹۷۷) بازیکن فوتبال اهل ژاپن است.
از باشگاه‌هایی که در آن بازی کرده‌است می‌توان به باشگاه فوتبال یوکوهاما و باشگاه فوتبال توکیو وردی اشاره کرد.